# Воля Якубова
Во́ля Якубо́ва — село в Україні, у Дрогобицькому районі Львівської області.

## Географія
Село Воля Якубова розташоване за 10 км на північ від Дрогобича. Межує з селами: на сході з Добрівлянами, на заході з Броницею, на півдні зі Снятинкою і Залужанами, на півночі з Биковим і Верхнім Дорожовом. Село простяглося на декілька кілометрів по лінії схід — захід з південної сторони дороги між Добрівлянами і Броницею. Вздовж села широкою долиною між двома узгір'ями протікає невеличка річка-потік Медвежанка (раніша назва — потік Броничани, Бронци), яка в Добрівлянах впадає в Трудницю, притоку Тисмениці.
Найвища точка місцевості села  — 321 м над рівнем моря, найнижча  — 278 м над рівнем моря.

## Назва
За переказом назва села пов'язана з багатим купцем Якубом, який багато років тому мешкав у цих околицях. Він мав багато землі, слуг і торгував волами. Перед смертю Якуб наділив своїх слуг землею і відпустив їх на волю. Звідси і походить назва села  — Якубо́ва Воля.
Дрогобицький письменник Роман Пастух пропонує ще одну версію. За К. Тищенком, у аварські часи VI—VII ст. «віслянським коридором» від Балтики до Полісся і нижче на південь активно просувалися з християнською місією яковити. Підтвердженням цьому є ім'я Якуб, так поширене на теренах Чехії, Словаччини, Польщі, частково Галичини, де зафіксовано десятки топонімів з основою «Якуб-». Звідси вірогідною видається версія про походження назви села від місіонерів-яковитів. У разі її підтвердження, заснування села слід віднести принаймні на півтори тисячі років назад.
7.5.1946 перейменували село Воля Якубова на село Воля і Воле-Якубівську сільську Раду — на Волинська.

## Мікротопоніми села
Мікротопоніми села: присілки Ра́ковець і Ко́тички; частини села Горішній Кінець, Долішній Кінець, Матчако́ва Гора, Пецюхо́ва Гора; гайки і корчі Студе́не, Верхови́на, Бук; сіножаті То́жів і Лази́; пасовиська Пасті́вник, Толока́, Боло́ня; дорога Півпе́рек.

## Історія села

### Передісторія
Про побут доісторичної людини на території села за кілька тисячоліть до н. е. свідчить курганний могильник культури шнурової кераміки на залісненому пагорбі на правому березі р. Медвежанки за 1,2 км від села.

### Періоди польського та австро-угорського панування

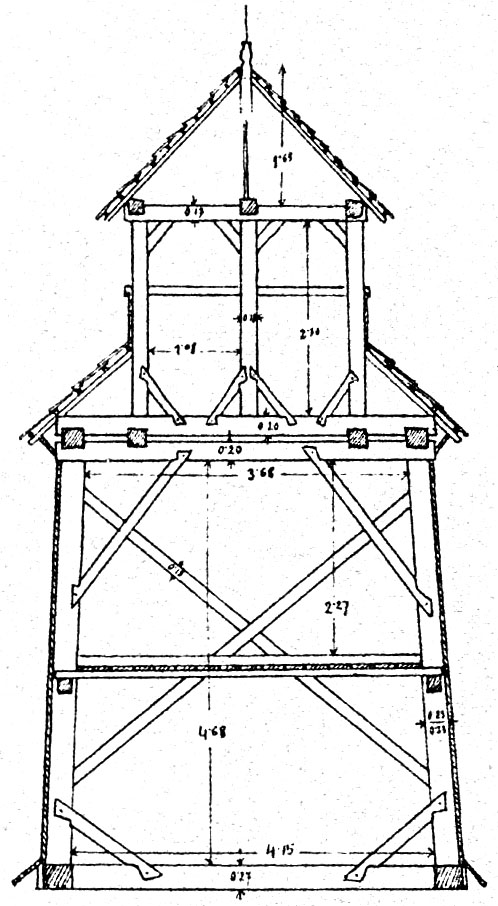
Перекрій дзвіниці. М.Драган

Перша письмова згадка про село датована 1340 роком. На початку XVI сторіччя в селі налічувалося 38 сімей, які вели патріархальне господарство. Документами засвідчується, що в 1515 році у селі мешкало 38 сімей і вже була церква, у якій щонеділі і у свята правилася Служба Божа. Перша письмова згадка про церкву належить до 1507 р.

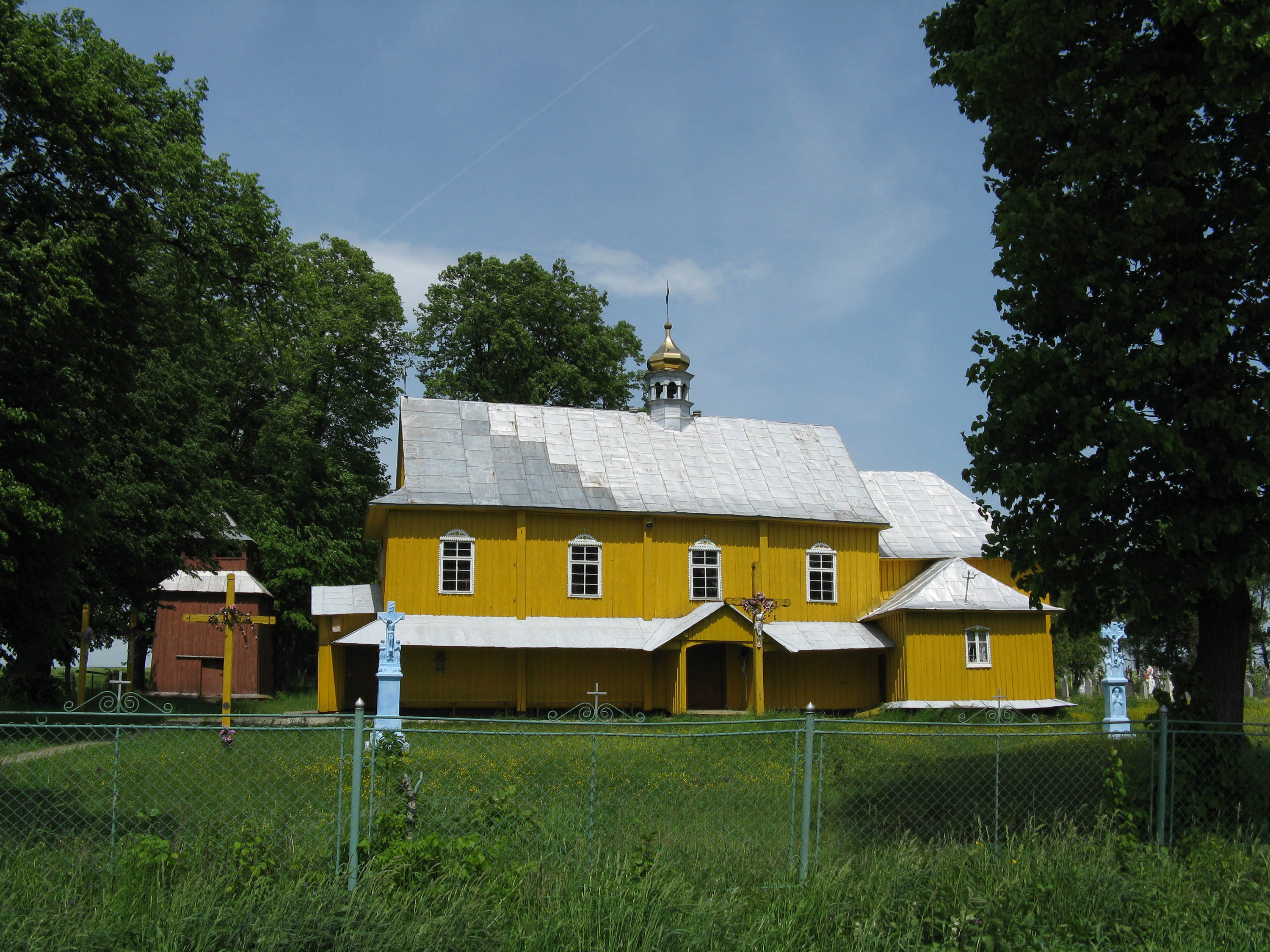
Дерев'яна церква і дзвіниця на Матчаковій горі села

1520 року у Польщі було прийнято закон про закріпачення селян. Відтоді селяни і, навіть, священик мали відробляти панщину. «Устав на волоки», виданий 1557 року, вимагав від селян два дні у тижні від сходу до заходу сонця відробляти панщину. Найкращі волянські землі, ліси стали власністю польської шляхти. Упродовж кількох століть власниками Волі Якубової були пани Вацевицькі, Ромульти, Остороги, Бекерські, а вже наприкінці XIX — початку ХХ століть — граф Станіслав Тарнавський та його дочка Марія Тарнавська.
1668 р. польський король Ян Казимир надав церкві села ерекційну грамоту. У середині XVIII ст. в селі була збудована нова дерев'яна церква Святих богоугодників Косми і Дам'яна. 1761 року парохом села став Андрій Слонський. На той час село налічувало 65 дворів. Наприкінці XVIII ст. біля церкви була збудована дзвіниця у бойківському стилі.
«1880 року було в селі і присілку Котички 259 будинків і 1140 мешканців, 2 будинки і 14 мешканців на території двору (10 обряду римо-католицького, 1096 обряду греко-католицького, 14 визнання юдейського; 5 поляків, 1149 українців). Римо-католицька парафія в Рихтичах, греко-католицька в селі. У селі є церква св. Козьми і Дам'яна і однокласна школа.»
На початку XIX ст. селяни Волі Якубової опинилися перед реальною загрозою голоду, оскільки шляхта продовжувала привласнювати їх ґрунти, громадські ліси та пасовища. Через те воляни почали бунтувати: не виходили на панщину, самовільно рубали ліс, нищили панські маєтки. Найбільшого загострення такий спротив селян, названий в історичній літературі селянським повстанням, набув 1819 року. Австрійська влада жорстоко придушила цей спротив тілесними та тюремними покараннями, багатьох молодих волян забрали на службу в австрійську армію.
Коли на початку XIX ст. в селі згоріла церква на її місці в 1827 році збудували та освятили нову, вже третю, дерев'яну церкву святих Косми і Дам'яна (1937 р. до церкви прибудовано бокові рамена). При церкві збудували парафіяльний дім для священика, який існує донині. З XIX ст. і дотепер на Матчаковій горі, яка є осередком села, у тіні кількасотлітніх лип красується старенька дерев'яна церква безсрібників і чудотворців КОСМИ і ДАМ'ЯНА[недоступне посилання з червня 2019]. Біля неї висока дерев'яна трирівнева дзвіниця з трьома дзвонами. Верхня частина має вигляд галереї. Вінчає її чотирисхилий дах.
16 квітня 1848 року австрійський цісар Франц Йосип І підписав патент «про знесення всякої роботизни й инших підданчих повинностей в Галичині», який було проголошено 23 квітня на сам Великдень. За цим же патентом дідичам було признано відшкодування за панщину з державної скарбниці. У село цю звістку приніс цісарський урядник Войцех Яковічко, а до кожної селянської хати — сільський писар Тимофій Кулиняк.
У селі відкрилася недільна дяківська школа. Заможніші селяни посилали своїх дітей вчитися до Дрогобича, Самбора, Стрия. У 1870-х роках школа стала однорічною з українською мовою навчання. Просвітницьку роботу в селі виконували також і священики. Таким був Михайло Гординський (*1818 -†1889), парох Волі Якубової з 1879 до 1884 року.

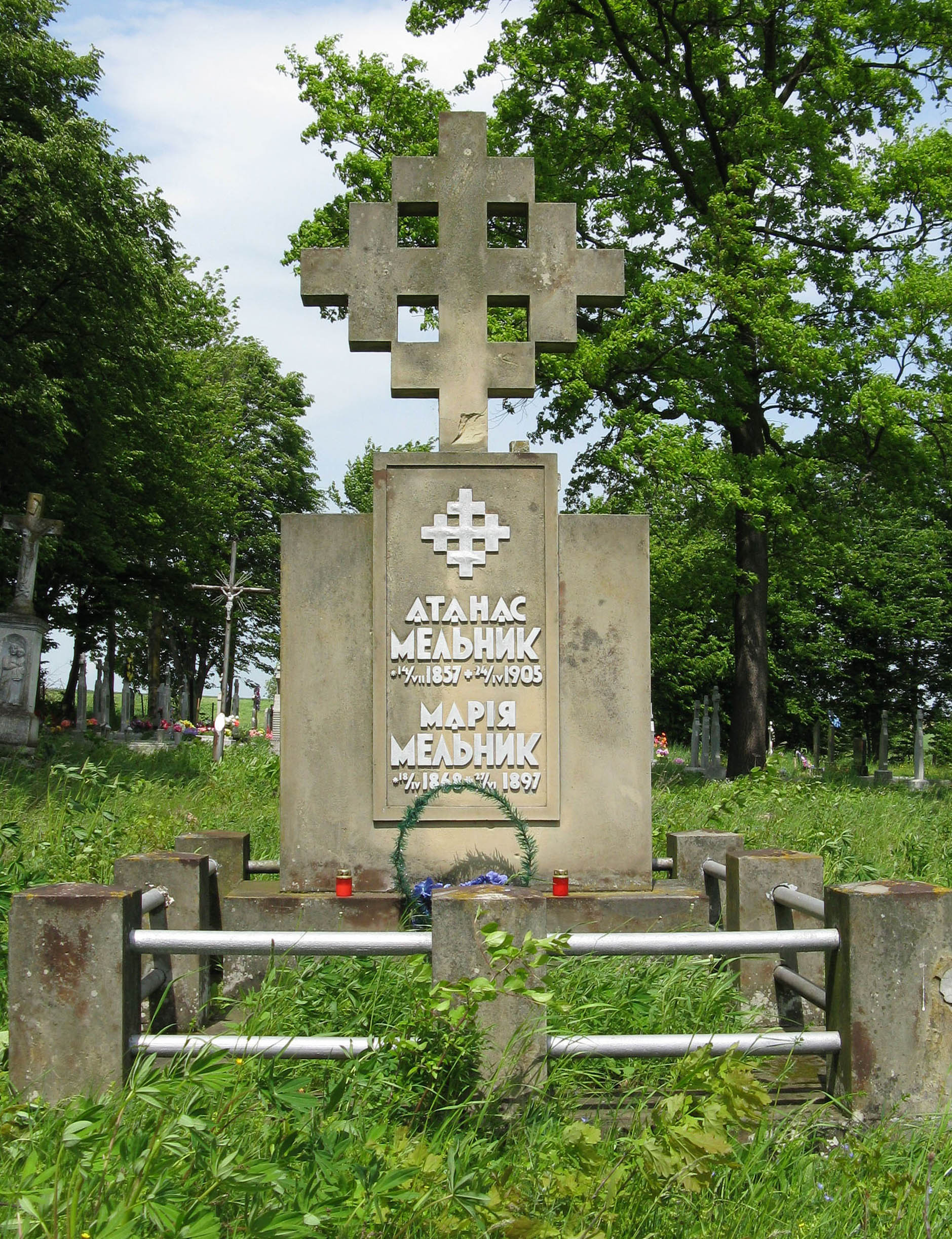
Могила Атанаса і Марії Мельників, батьків А.Мельника, на цвинтарі села

У другій половині XIX ст. за проектом австрійських інженерів через Волю Якубову мала проходити залізниця Стрий-Дрогобич-Самбір. Але неосвічених селян залякали, нібито іскри з паровозної труби можуть спалити їхні хати, і вони звернулися до влади з проханням змінити план. Тому залізниця, яка функціонує дотепер, перед Волею Якубовою різко вигинається на схід і обходить село через сусідні Добрівляни.
На переломі XIX—XX століть в селі проживало близько 1500 мешканців, усі українці, крім однієї єврейської родини, яка займалася хліборобством. У селі мешкали родини Артемовичів, Блажкевичів, Дідухів, Дмитрахів, Дорожівських, Ґрехів, Жґутів, Кінків, Кобринів, Круп'яків, Кулиняків, Лехушів, Лопських, Матчаків, Мельників, Пецюхів, Танчуків.
Війтом села був Атанас Мельник, батько Андрія Мельника,  який пізніше очолив Провід  Українських Націоналістів і став головою ОУН, а відповідно до закону України отримав  статус  борця за незалежність України у ХХ сторіччі...
Атанас Мельник закінчив дяківську школу в Перемишлі. У молодому віці селяни вибрали його радним, а потім війтом. Його зусиллями та за підтримки графа Тарнавського зі Снятинки за рішенням Дрогобицького повітового виділу було збудовано биту (шутровану) дорогу з Дрогобича до Волі Якубової завдовжки 9 км. Атанас Мельник викупив корчму і побудував з неї громадський дім  — радницю, у якому разом з парохом села о. Никифором Лещищаком 1904 року заснував читальню та осередок товариства «Просвіта».
Атанас Мельник був знайомий з Іваном Франком, який бував у його хаті. За «бунтування селян» був засуджений австрійським судом. У тюрмі в Самборі захворів на сухоти, які передчасно у 1905 році звели його в могилу на 48 році життя. У той час його син Андрій навчався в гімназії у Стрию.
Отець Никифор Лещищак (1856—1915), рукоположений 1885 року, залишався парохом села до 1915 року. Він був освіченою людиною, зібрав чималу бібліотеку. 1907 року він відкрив церковну крамницю, пізніше заснував позичкову касу типу Райфайзена, товариство «Сільський господар» і молочарню. Проводив просвітницьку роботу так, щоб селяни після нього могли переймати ці товариства у свої руки.
У селі ще до першої світової війни існували двокласна школа, руханково-пожежне товариство «Січ». На 1907 рік осередок «Просвіти» налічував 125 членів, а в бібліотеці читальні було 349 книг. Завідував читальнею Степан Кулиняк. Молодь Волі Якубової тягнулася до знань. У селі виділялися активні люди, які вели політичну і громадську просвітницьку роботу. Серед них отець Наливайко, радник скарбового уряду Василь Танчук, залізничний урядник Кость Зубрицький, суддя Федь Кобрин, учитель гімназії Яким Грех, гімназист Михайло Матчак, Андрій Мельник, Іван Блажкевич та інші.
Населення села було національно свідомим, свідченням того є те, що десятки юнаків з Волі Якубової воювали в рядах УСС та УГА (імена УССусів викарбувані на стелі пам'ятного меморіалу Андрія Мельника в селі Воля Якубова).

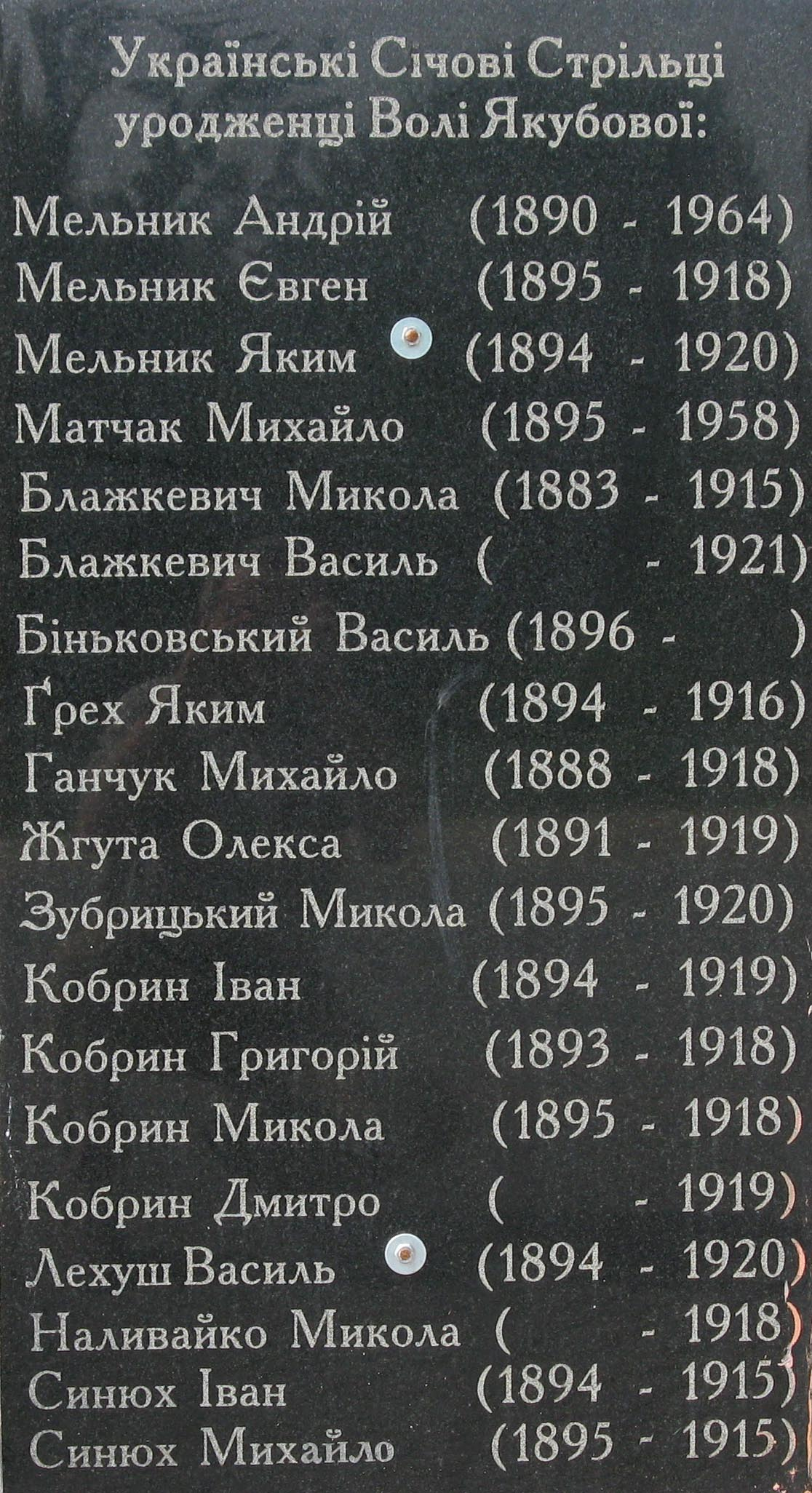
Пам'ятна стела меморіалу А.Мельника зі списоком УСС, уродженців села Воля Якубова

Доля їх склалася по-різному. Більшість загинули у нерівній борні:
- Блажкевич Микола помер від ран у 1921 році;
- Танчук Михайло загинув у 1918 році під Хировом, похований на цвинтарі в Горіхівцях;
- Грех Яким — доля невідома;
- Жгута Олекса загинув на Великдень 1919 року в Наварії під Львовом;
- Зубрицький Микола помер від тифу під Одесою в 1920 році;
- Кобрин Дмитро помер від тифу у Вінниці в 1919 році;
- Кобрин Гринь пропав безвісти в 1918 році;
- Кобрин Іван помер від тифу в польському полоні в 1919 році;
- Мельник Євген (двоюрідний брат Андрія Мельника) загинув 1918року в бою під Крутами;
- Мельник Яким загинув у 1920 році під час втечі з полону;
- Наливайко Михайло пропав безвісти у 1918 році;
- два сини Федора Синюха — Іван та Михайло, загинули 1915 року в боях на горі Маківці.

Від 1918 року до 1944 року парохом села був о. Микола Баранецький.
У травні 1919 року на Дрогобиччині була відновлена польська влада, яка жорстоко карала усіх національно свідомих українців. Першими жертвами стали полонені та інтерновані воїни УСС та УГА. У Волі Якубовій поляки зігнали до одного будинку дітей та жорстоко відшмагали їх батогами, скатували кількох літніх селян. Селян обкладали високими протиправними податками. Початкову школу в селі перевели на навчання тільки польською мовою в шовіністичному дусі з вихованням у дітей почуття української меншовартости. Та наперекір цьому соціальному і національному гніту, у селі відновили свою діяльність товариства «Просвіта», «Рідна школа», «Каменярі». Душею і мотором «Каменярів» був Кіндрат Матчак. У село приходило багато українських газет, як «Народна справа», «Громадський голос», «Наш Прапор», у тому числі й дитячих «Наш приятель», «Дзвіночок», «Місіонар». Запрацikeювала читальня «Просвіти», у якій молоді воляни не тільки читали газети, художню літературу, але і мали заняття з історії України, географії, культури, які проводили студенти університету чи старші гімназисти. Молодь жадібно тягнулася до знань і після закінчення сільської школи йшла вчитися далі до гімназій Дрогобича, Самбора, Стрия. Посеред тижня відбувалися проби мішаного хору, театральних гуртків, у неділі по обіді збори громадських установ, спортивні змагання, а вечорами  — драматичні вистави, академії, концерти чи вечорниці під звуки музикантів Беньковських.
До другої світової війни в селі мали своїх прихильників і членів такі партії, як Українська Радикальна Партія, Українське Національно-Демократичне Об'єднання, Сель-Роб.
На Великдень 1935 року рідне село відвідав Андрій Мельник, тоді ж був освячений пам'ятник на могилі його батьків.
Напередодні Другої світової війни польський уряд проводив масові арешти національно свідомих українців. За націоналістичну діяльність в концтабір Береза-Картузька потрапив Василь Кулиняк.
До 1939 р. в селі були семикласна школа, молочарня «Маслосоюзу», цегельня, кредитна каса. 1939 р. у селі проживали 1 550 мешканців, з них 10 поляків, 15 євреїв, решта були українці.

### Радянський період
У вересні 1939 року в село прийшла комуністична влада, яка відразу вдалася до репресивних заходів. Першою жертвою стала родина лісника Степана Стецули, яку вивезли в Сибір, де він помер. Священика Миколу Баранецького з дітьми вигнали з плебанії на вулицю, а майно й землю конфіскували. Аж до приходу німців притулок його сім'ї давала Параня Матчак. У село перестали приходити газети і журнали, натомість у сільську крамницю везли горілку і махорку.
Головою сільської ради призначили Григорія Іванківа. 1941 року під примусом та загрозою вивезення в Сибір в селі організували колгосп ім. Шевченка, головою якого наставили Дмитра Бориса. Покидаючи в червні 1941 року село більшовики вбили невинних селян: Петра і Марію Жгутів, Федора Кулиняка, Івана Стецулу, Михайла Цюха, Ганну Дмитрах з двомісячною дитиною), забрали в Червону Армію сім молодих хлопців: Федора і Якима Жгутів, Якима Лютика, Василя Матчака, Володимира Павлюка, Михайла Турика, Дмитра Цимбалістого.
Прихід німців також не приніс сподіваної свободи та спокою. Були заарештовані та вбиті в сусідньому селі Брониця Омелян Зубрицький, Василь Мельник, Михайло Панчишин. Солтисом села став Іван Дорожівський.
Коли 30 червня 1941 року у Львові було проголошено Акт відновлення Української Держави, на будинку сільської управи замайорів синьо-жовтий прапор, а в церкві Косми і Дам'яна відбулося урочисте Богослужіння.
Та вже 11-12 липня гестапо за вказівкою Гітлера заарештувало членів Українського державного правління, чим цілковито підтвердили загарбницькі наміри Німеччини щодо України.
1942 року німецька окупаційна влада розпочала примусове вивезення молоді на роботу до Німеччини. З Волі Якубової було вивезено 15 молодих селян. Не всі повернулися додому. Так, Петро Лехуш загинув на чужині. Інші перед поверненням змушені були пройти через принизливі допити на фільтраційних пунктах НКВС.
1943 року 33 молоді воляни зголосилися до вступу в дивізію «Галичина» з надією на здобуття у майбутньому незалежності України. Трагічна була доля цих юнаків. Багато з них загинуло у вирі війни, а решту вояків дивізії доля розкидала по всьому світу. Так, Мирон Матчак (1921 —1984) опинився після війни в Англії, мешкав у м. Дерби; Атанас Кобрин (1926) у США закінчив школу менеджменту Оксфордського університету, отримав ступінь магістра, мешкає в місті Норт-Порт (Флорида). Багато волян продовжили боротьбу з окупантами у складі УПА.
7 серпня 1944 року через село пройшли перші підрозділи червоноармійців. Близько 20 селян були мобілізовані й без належної військової підготовки та озброєння відправлені на фронт. Більшість з них загинули. На селян накладали непосильні податки, уповноважені з району забирали весь урожай. Вояк дивізії «Галичина» Федір Пецюх, який таємно повернувся додому, був засуджений на кару смерті, яку замінили 25 роками ув'язнення.
Багато молоді залишалося у підпіллі, у складі УПА. Активно допомагали повстанцям волянські дівчата — зв'язкові Марія Блажкевич, Ганна Лехуш, Ольга Кулиняк. Серед волян були й такі, що співпрацювали з енкаведистами, доносячи на своїх сусідів, перебуваючи у складі спеціального винищувального батальйону («ястребків»).
На початку 1950-х років комуністична влада знищила останніх підпільників, серед яких були і хлопці з Волі Якубової. За весь період боротьби з окупантами кілька десятків волян — бійців УПА — віддали своє життя за незалежність України.
За радянських часів більшовицька влада зробила село планово депресивним та безперспективним із суто політичних міркувань.
Щоб стерти пам'ять про походження з Волі Якубової видатних діячів українських визвольних змагань, зокрема А.Мельника, М.Матчака, І.Блажкевича, з назви села забрали прикметник «Якубова» і стали називати його просто Воля. Село підпало під жорстокі репресії. З 1946-го по 1950-й рік на Сибір було вивезено 156 сімей. Вивозили всіх, хто мав хоч якийсь стосунок до родини полковника Мельника, або був просто однофамільцем, вивозили родини дивізійників, бійців УПА, вивозили кращих і заможніших господарів. Селян, котрі залишилися в селі, тортурами, побиттям та погрозами вивезення загнали в колгосп (1949 р.), створивши їм важкі умови для виживання.
Биту дорогу через ліс навпростець до Дрогобича, збудовану ще за війта Атанаса Мельника, заплановано знищили. Тому доїхати з Дрогобича до села можна було лише через Рихтичі й Добрівляни, що збільшувало відстань до села з 9 км до 23 км.
За роки радянської влади в селі не було збудовано жодних громадських будинків: ні школи, ні клубу, ні сільської ради, ні правління колгоспу. Усі ці установи тулилися в кількох старих одноповерхових будинках часів польської окупації. 1960 року влада на довгі роки закрила церкву. З часом колгосп розформували, а його землі та селян, переважно у складі городньої бригади, підпорядкували колгоспу в Добрівлянах.
У фундаментальній 26-томній праці радянського періоду «Історія міст і сіл Української РСР» у 980-сторінковому томі «Львівська область» (1968 р.) про Волю Якубову лише згадано одним реченням у статті про село Добрівляни: «Сільраді підпорядковане село Воля».
У такий спосіб батьківщина видатних людей — політиків, професорів, лікарів, учителів, священиків, велике й гомінке в минулому село, з високим культурним та громадським рівнем населення, було понижено до статусу присілка.
1989 року після 29-річної перерви зусиллями парафіян села відновилася діяльність церкви Косми і Дам'яна греко-католицької конфесії.

### Сучасний період
[[Файл: ||thumb|350 px|left|Пам'ятний меморіал А.Мельнику]]
Виконавчий комітет Львівської обласної Ради народних депутатів рішенням від 18 грудня 1990 року повернув селу його первинну назву  — Воля Якубова. 13 жовтня 1994 року сесія Львівської обласної ради ухвалила створити Волянську сільську раду з центром у селі Воля Якубова, вилучивши його із підпорядкування Добрівлянської сільської ради.
Відновлено пряму дорогу з Дрогобича на Волю Якубову через Снятинку.
2007 р. в селі в 180 будинках проживало всього 300 осіб: 295 українців, 2 вірмени, 2 росіяни,1 поляк, з них 126 пенсіонерів. У власності селян було: 131 корова, 17 коней, 12 свиней, 670 голів птиці, 4 пасіки, 4 трактори й 1 комбайн. У початковій (чотирикласній) школі було 6 учнів, 2 вчителі, у тому числі вчитель іноземної мови, 1 технічний працівник. Сполучення з Дрогобичем автомобільне, маршрутними таксі.
23 липня 2006 року в селі урочисто відкрили пам'ятник полковнику Андрію Мельнику. Автором цього пам'ятника є відомий скульптор Петро Кулик зі Львова.
На урочисте відкриття приїхали керівники Львівської області, міста Дрогобича, гості із закордону, з Києва, Львова та західних областей України. Серед них голова ОУН Микола Плав'юк, голова ОУНД Павло Дорожинський, голова ВО «Свобода» Олег Тягнибок, вихідці із села Атанас Кобрин (США), хірург Йосип Блажкевич (м. Львів) та інші.
До відкриття монумента видатному політичному діячеві в його рідному селі йшли довго. Спершу силами громадськості на місці батьківської хати провідника, яку планують повністю відновити, у 1990 році встановили пам'ятний знак. За ініціативою родича А.Мельника Атанаса Кобрина на в'їзді в село встановили пам'ятну стелу з написом: «Цей пам'ятний знак споруджено на пошану с. Воля Якубова, яке зростило визначного військового та державного діяча доби Української Народної Республіки, одного із засновників Української Військової Організації, довголітнього Голову Організації Українських Націоналістів полковника Андрія Мельника».

## Див. також

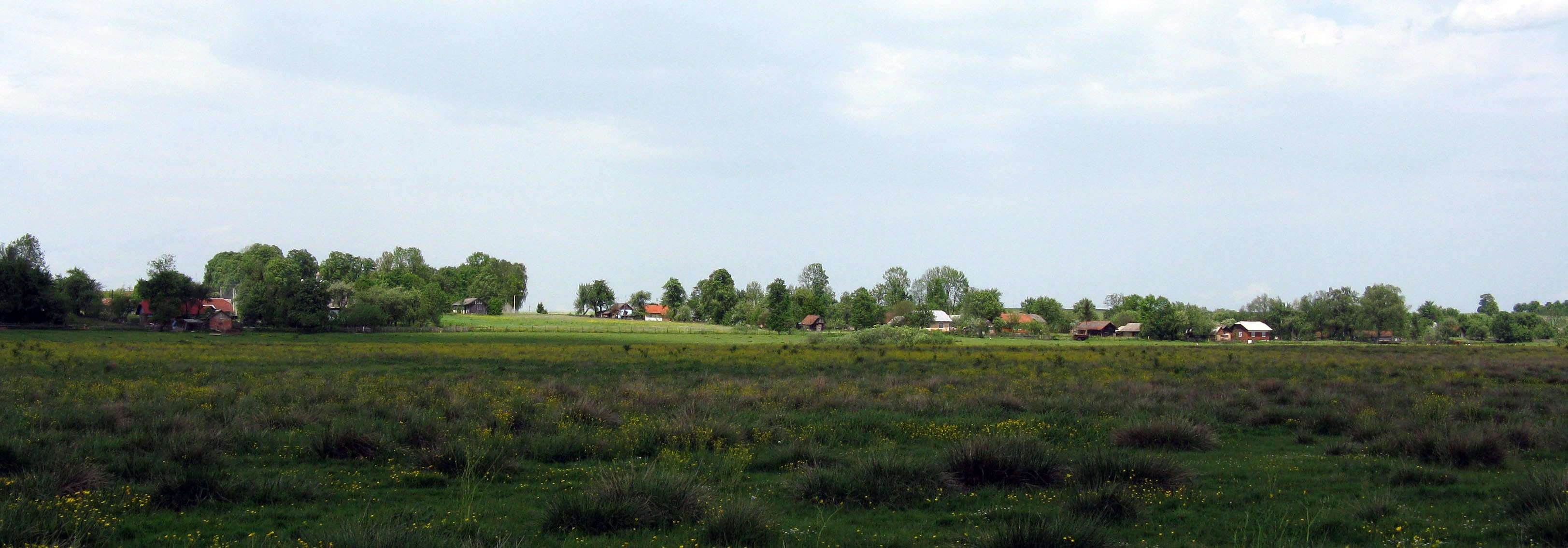
Вид на Матчакову гору і «толоку» села Воля Якубова зі сторони річки Медвежанки

## Визначні особи— уродженці села

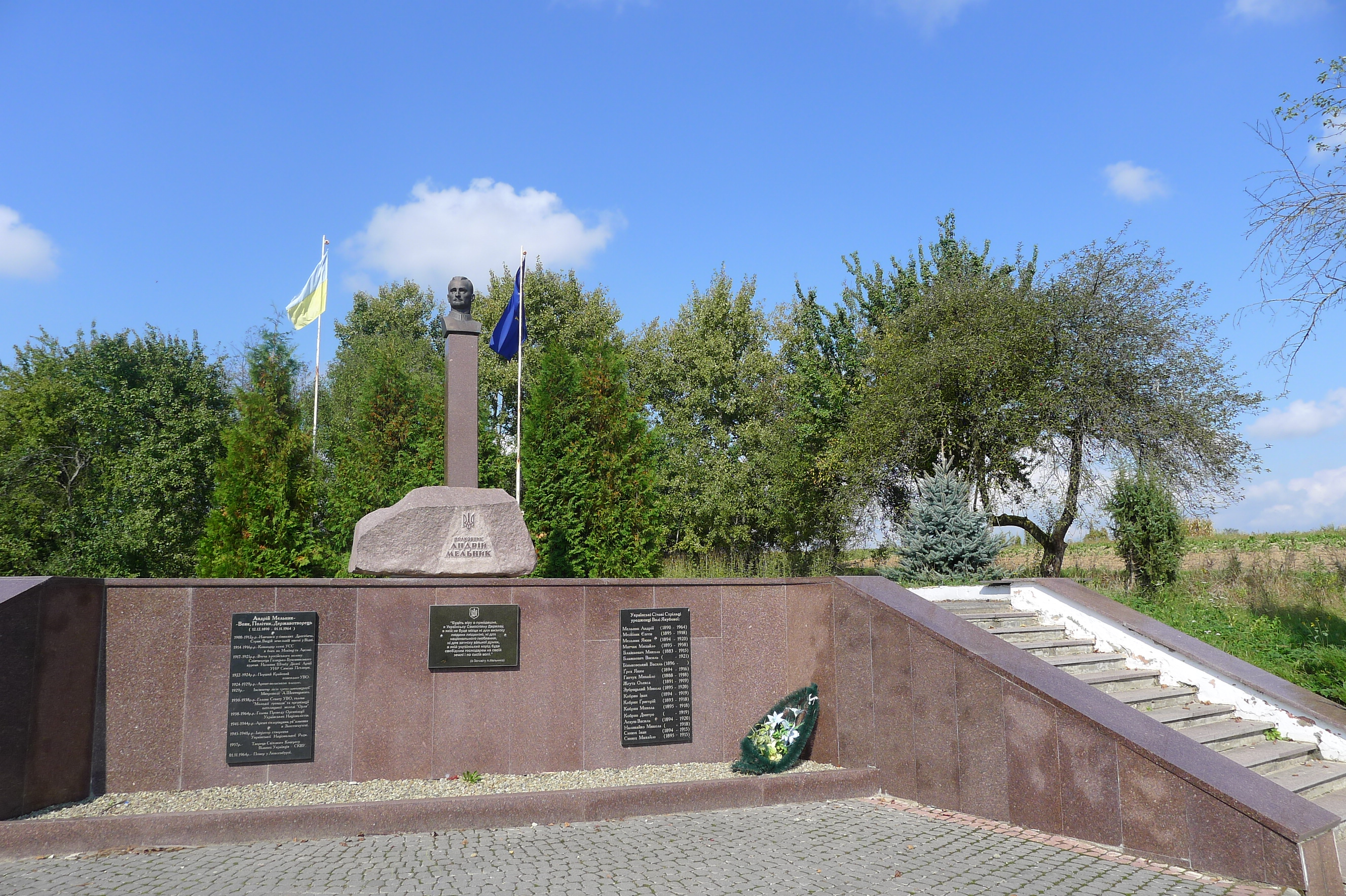
Меморіальний комплекс пам'яті полковника Андрія Мельника

- Баранецький Володимир (6 січня 1920, с. Воля Якубова  — 18 лютого 2016, Мейплвуд) — економіст, банкір, громадський діяч, публіцист, книговидавець; син священника Миколи Баранецького.
- Блажкевич Іван (1892 —1969)  — адвокат, депутат польського сейму від партії Українське національно-демократичне об'єднання (УНДО);
- Блажкевич Йосип (1932) — лікар —хірург вищої категорії у Львові.
- Дмитрах Василь Дмитрович (* 1929) — український лісівник, працював головним інженером державного лісогосподарського об'єднання «Львівліс».
- Дмитрах Микола (1925) — кандидат технічних наук, доцент Львівської політехніки до 1999 року.
- Матчак Михайло (1895 —1958) — видатний український військовий і політичний діяч, сотник УСС, один з організаторів УВО, депутат польського сейму від Української Радикальної партії, публіцист, книговидавець;
- Мельник Андрій (1890 —1964) — видатний український військовий і політичний діяч, полковник армії УНР, один з організаторів УВО, голова Проводу ОУН;
- Мельник Євген (1890 —1918) — Герой бою під Крутами, двоюрідний брат Андрія Мельника.
- Німчак Володимир — військовик, загинув[7].
- Танчук Дмитро  — після навчання у Перемишльській духовній семінарії у 1936 році був висвячений на священика, виїхав до семінарії св. Йосафата у Римі, щоб там оборонити докторат св. Богословії, та передчасна смерть стала цьому на заваді.